# Federal (album)
Federal è l'album d'esordio del rapper statunitense E-40, pubblicato il 10 novembre 1993 e distribuito dalla Sick Wid It.
Il lavoro raggiunge l'ottantesimo posto tra gli album R&B/Hip-Hop, quindi nel 1995 è ripubblicato da Jive Records: questa nuova versione di Federal non presenta i brani Tanji II, Get Em Up e Rasta Funky Style.
| Recensione | Giudizio |
| ---------- | -------- |
| AllMusic   | [ 1 ]    |

## Tracce
1. Drought Season (featuring Kaveo) – 4:22
2. Rat Heads – 5:36
3. Federal – 4:57
4. Outsmart the Po Po's (featuring B-Legit) – 4:25
5. Hide 'n' Seek – 4:25
6. Carlos Rossi – 4:47
7. Tanji II – 3:43
8. Let Him Have It (featuring Little Bruce & Kaveo) – 4:53
9. Questions (featuring Lil E) – 0:40
10. Autore musica Manish (featuring Mugzi) – 4:03
11. Get Em Up – 3:49
12. Nuttin Ass Nigga – 4:17
13. Rasta Funky Style – 4:29
14. Shots Out – 4:28

Durata totale: 58:54

## Classifiche settimanali
| Classifica (1993)         | Posizione massima |
| ------------------------- | ----------------- |
| US Top R&B/Hip-Hop Albums | 80                |